# Изу, Исидор
Исидор Изу (фр. Isidore Isou; настоящее имя — Иона-Исидор Гольдштейн; 29 января 1925, Ботошани — 28 июля 2007, Париж) — французский поэт, кинокритик, кинорежиссёр и артист, который иммигрировал из Румынии. Основатель авангардистского направления под названием леттризм, корни которого уходят в дадаизм и сюрреализм, представляя собой переработку и переосмысление этих направлений.

## Биография
Родился 29 января 1925 года в еврейской семье мелкого предпринимателя в румынском городе Ботошани под именем Иона-Исидор Гольдштейн. В детстве мать называла его ласкательным именем Изу, который впоследствии будет взято поэтом в качестве псевдонима.

### Начало творческого пути
Ещё во время пребывания в Румынии у Исидора Гольдштейна появились первые намёки на произведения (тексты, рисунки) в стиле, который впоследствии будет назван леттризмом. По словам самого Изу, история леттризма начинается 19 марта 1942, когда он в переведённом на румынский язык произведении философа Кейзерлинга фразу «Поэт расширяет слова» неверно прочитал как «Поэт расширяет гласные».
После того, как в 1944 году советские войска вошли в Бухарест в конце года он вместе с тремя своими товарищами выпустил первый номер авангардного литературно-художественного издания «Da», который был четырёхстраничным. Экземпляры этого мини-журнала сохранены не были. Последующие выпуски журнал вообще распечатаны не были, так как ещё первый выпуск был запрещён советской военной цензурой и партийными органами. В научной литературе подробных сведений нет. Однако один из авторов затеи выпуска журнала Серж Московичи вспоминал, что на первой странице номера была помещена статья Изу о «вербизме» (которую впоследствии Изу и переименует в «леттризм»), а на последней располагалась его собственная работа, которая повествовала о возникших в процессе размышлений на тему каббалы идеях «светоживописи», в работе предлагалось использовать вместо устоявшихся инструментов живописи разноцветные лучи света.

### Переезд во Францию
После давления цензуры в советской Румынии Изу переезжает в августе 1945 года в Париж. 24 августа он отправляется в редакцию издательства «Галлимар». Изначально он пытался встретиться с главным редактором Жаном Поланом. Под напором неожиданного посетителя издательства секретарша сообщила, что Жана Полана нет, тогда Изу сообщил, что он журналист, попросив провести его к самому Гастону Галлимару. На встрече с последним мигрант из Румынии передаёт ему рукопись своей книги «Введение в новую поэзию и новую музыку». Глава издания согласился её рассмотреть, но решения о публикации не было.
Осенью того же года в парижской лавке для мигрантов еврейского происхождения познакомился с Габриэлем Помераном. Именно они вдвоём и основали группировку леттристов (от французского слова «lettre» — буква). Померан стал активным пропагандистом леттризма, создавая произведения на его основе.

### Начало активной леттристской деятельности
8 января 1946 года в Зале учёных обществ проходит Первая леттристская манифестация, где Изу выступает с речью «Первая буква леттристов».
21 января на премьере пьесы Тристана Тцара «Побег», который проходил в Théâtre du Vieux-Colombier Изу, Померан, а также другие соратники леттризма, находившиеся в зале, начали кричать лозунги, одним из которых был: «Дада мёртв! Его место занял леттризм!», в результате чего представление и связанная с ним лекция о творчестве известного дадаиста были сорваны. Исидору Изу удаётся мельком продемонстрировать свои поэтические достижения собравшейся в театре публике. Этот акт привлёк внимание к леттристам со стороны газетчиков.
Летом 1946 года выходит первый номер журнала «La Dictature Lettriste», в котором в частности была помещена статья Изу «Дополнения к леттристской диктатуре» и коллективный манифест «Поэтические и музыкальные принципы леттристского движения». В первом произведении леттризм в лице его теоретика окончательно задекларировал рождение нового смысла поэзии, которая состояла в лишении смысла самих слов, придания обновлённого смысла знаку, (на первых порах — букве). В этот же период к группе присоединяется художник и поэт Франсуа Дюфрен, впоследствии развивавший «ультралеттризм» — собственное направление в фонетической поэзии.
В 1947 году Изу сочиняет первую леттристскую симфонию «Война», которая будет записана лишь полстолетия спустя.
В апреле того же года издательство «Галлимар» всё же опубликовало «Введение в новую поэзию и новую музыку», издание открывалось основополагающим для леттристов текстом — «Манифестом леттристской поэзии», который датирован 1942 годом.
21 июня 1947 года Илья Зданевич выступил в зале Общества географии в Париже с докладом «После нас хоть леттризм», в котором он утверждал, что творческие опыты леттристов просто воспроизводят ранние опыты дадаистов и русских заумников. Находящиеся в зале леттристы, среди которых был и Исидор Изу, активно протестуют, всё это приводит к драке.
5 декабря 1947 года на выступлении в Зале учёных обществ Изу зачитывает фрагменты своего памфлета «Размышления об Андре Бретоне», в следующем году «Еditions Lettristes» опубликовало это произведение, в котором повествовалось о нескольких встречах с основоположником сюрреализма.
В этом же году был издан труд «Сотворение Имени, сотворении Мессии», где Изу провозгласил себя Мессией.
В 1948 году тунисский журнал «Hikma» печатает работу основоположника леттризма «Леттризм и революция молодёжи».
В начале 1949 года вышел эротический роман Изу под названием «Изу, или Механика женщин», в котором шла речь о том, как автор переспал с 375 женщинами после своего переезда в Париж. Книгу запретили, а самого Изу по решению суда посадили в тюрьму (по другим данным — в психиатрическую лечебницу), но там он пробыл недолго.
В конце 1949 года выходит первый из трёх томов политэкономического труда Изу «Трактат о ядерной экономике. Восстание молодёжи», в работе высказывается идея, что в современном обществе двигающей революционной силы является не пролетариат, а молодёжь.
Летом 1950 издаётся метаграфический роман основоположника леттризма «Дневники богов», построенный на библейских сюжетах.
15 августа 1950 году начинаются съёмки фильма «Трактат о слюне и вечности» (фр. Traité de bave et d'éternité)".
Примерно в этот же период была опубликована книга «Уточнения о моей поэзии и обо мне», раскрывающая читателям принципы построения поэзии Исидором Изу, а также был дан ответ на вынесенный в заглавие одной из 170 частей вопрос: «Почему Изу является самым великим поэтом современности?». Помимо этого, книга также содержала несколько стихотворений под общим заглавием «Десять прекрасных поэм».
Ещё в конце 40-х годов к леттристам присоединились такие поэты как Жан-Луи Бро и Жиль Вольман, тогда же в группу вступил поэт Серж Берна, впоследствии известный как организатор скандально известной акции леттристов в парижском соборе Нотр-Дам.
В 1950 году к леттристам присоединился Морис Леметр, ставший в этом движении одной из наиболее влиятельных фигур, а также близким соратником Изу. Именно под руководством Леметра в конце 1950 года вышел первый номер леттристского журнала «Ur», где была опубликована статья Изу «Заметки о будущих силах изобразительных искусств и об их смерти», посвящённая теоретическим аспектам гиперграфического искусства.
20 апреля 1951, на закрытии четвёртого Каннского кинофестиваля, прошла презентация чёрной версии фильма «Трактат о слюне и вечности». На показе присутствовал будущий лидер Ситуационистского интернационала Ги Дебор, который решает присоединиться к группировке леттристов.
В журнале кинофестиваля публикуются две статьи Изу о кино. 26 апреля того же года газета «Combat» опубликовала ещё одну его статью на эту тему.
23 мая 1951 года завершается работа над «Трактатом о слюне и вечности», премьерный показ конечной версии прошёл в Париже, в киноклубе Музея человека.
В апреле 1952 года в леттристском журнале «Ion» публикуется обширная статья Изу «Эстетика кино», в ней устанавливаются основные принципы нового кинематографа.
В июне того же года Исидор Изу принимает участие в съёмках фильма Ги Дебора «Завывания в честь де Сада» в качестве одного из пяти актёров, чьи голоса звучат за кадром.

### Раскол в леттристском движении
Летом 1952 года в разросшейся почти до двадцати человек группировке леттристов появляются признаки раскола: Берна, Бро, Вольман
и Дебор втайне от Изу создают Леттристский интернационал — фракцию внутри группировки леттристов.
29 октября члены созданной группировки устраивают провокации на пресс-конференции Чарли Чаплина. 1 ноября появляется заявление Изу, Померан и Леметра «Леттристы дезавуируют оскорбления в адрес Чаплина», опубликованное в газете «Combat». Это стало окончательным поводом для раскола между двумя группировками: леттристами Изу и Леттристским интернационалом. Уже официально, до 1957 года (год исчезновения Леттристского интернационала), движение леттристов существовало в виде двух противоборствующих организаций.

### Последние годы жизни и творческой деятельности
В 1995 году у Изу начинаются серьёзные проблемы со здоровьем.
18-22 сентября транслируется серия из пяти получасовых интервью в передаче «Живьём» на радиостанции «France Culture», посвящённых идеям и жизни основателя леттризма.
В течение 1999 года Изу предпринимает проект по записи своих музыкальных произведений (состоящих исключительно из вокальных партий, исполняемых одновременно несколькими певцами-декламаторами, что создаёт эффект полифонии), которые были сочинёны ещё в 1947 году, — первой леттристской симфонии «Война» и «Трёх весёлых фрагментов». Также в этом же году он сочиняет и записывает «Симфонию № 3». Записи вышли в 2000 году на компакт-диске «Леттристская музыка».
21 октября 2000 года Исидор Изу выступает в сорбоннском амфитеатре «Guizot» с лекцией об основных идеях леттризма в рамках крупного симпозиума «Город успеха», посвящённого теме воображения. Это было его последнее публичное выступление, где он уже передвигался в кресле-каталке.
В 2001 году записывает свою четвёртую симфонию под названием «Ювенал», компакт-диск с записью симфонии был выпущен через три года.
Издательство «Al Dante» в 2003 году переиздало книгу «Креатика, или Новатика», опубликованную до этого крохотным тиражом. Это объёмное издание почти в 1500 страниц объединило все тома книги под одной обложкой.
В 2006 году основоположник леттризма записал «Симфонию № 5». Это было последним произведением Исидора Изу.

### Смерть
Исидор Изу умер в Париже 28 июля 2007 года в возрасте 82 лет, находясь в своей квартире.
3 августа 2007 года в присутствии 30 человек его тело было кремировано на парижском кладбище Пер-Лашез.

## Семья
Был женат. От брака родилась дочь Катрин Гольдштейн — известный французский математик, автор книг по теории чисел и истории математики; помимо этого среди её работ есть и посвящённые леттризму.

## Издание произведений на русском языке
- Изу И. Леттризм: Тексты разных лет / Пер. с франц., коммент. и примеч. М. Лепиловой. — М.: Гилея, 2015. — 228 с. — 400 экз. — ISBN 5-87987-099-2.[комм. 1]